# 千種警察署
千種警察署（ちくさけいさつしょ）は、愛知県警察が管轄する警察署の一つである。大規模警察署であり、署長は警視正。

## 所在地
- 名古屋市千種区覚王山通八丁目6番地

## 管轄区域
- 名古屋市千種区

## 沿革
- 1937年（昭和12年）4月1日 - 田代町小坂下において、千種警察署として設立[1]。当時の管轄は東区および中区の各一部、愛知郡猪高村であったが、同年10月の千種区成立により、区域はそのままに同区全域を管轄とした[2]。
- 1939年（昭和14年）3月31日 - 覚王山通八丁目6番地に庁舎を新設[2]。
- 1965年（昭和40年）10月 - 独身寮として神田寮が新設[2]。
- 1978年（昭和53年）8月1日 - 名東警察署設立に伴い、管轄区域を変更[2]。

## 組織
- 警務課
  - 警務係
  - 住民サービス係
  - 留置管理係
- 会計課
  - 会計係
- 生活安全課
  - 生活安全(第一係・第二係)
  - 少年係
  - 保安(第一係・第二係)
- 地域課
  - 地域総務係
  - 地域(第一係～第三係)
  - 特別警戒隊
- 刑事課
  - 刑事総務係
  - 強行(第一係・第二係)
  - 盗犯(第一係・第二係)
  - 鑑識係
  - 知能係
  - 暴力薬物係
- 交通課
  - 交通総務係
  - 交通規制係
  - 指導取締係
  - 事故捜査係
- 警備課
  - 警備係
  - 外事係

## 交番
（ ）の中は所在地
- 千代田橋交番（名古屋市千種区千代田橋2丁目2番）
- 富士見台交番（名古屋市千種区富士見台4丁目92番地）
- 東山交番（名古屋市千種区田代町字瓶杁1番地の42）
- 本山交番（名古屋市千種区猫洞通5丁目21番地）
- 田代南交番（名古屋市千種区日岡町1丁目51番地の1）
- 春岡交番（名古屋市千種区春岡通5丁目1番地）
- 大久手交番（名古屋市千種区千種3丁目2番6号）
- 今池交番（名古屋市千種区今池4丁目7番13号）
- 上野交番（名古屋市千種区上野2丁目7番5号）
- 自由ヶ丘交番（名古屋市千種区春里町4丁目41番地1）
- 田代北交番（名古屋市千種区山門町1丁目28番地）
- 高見交番（名古屋市千種区高見1丁目26番18号）

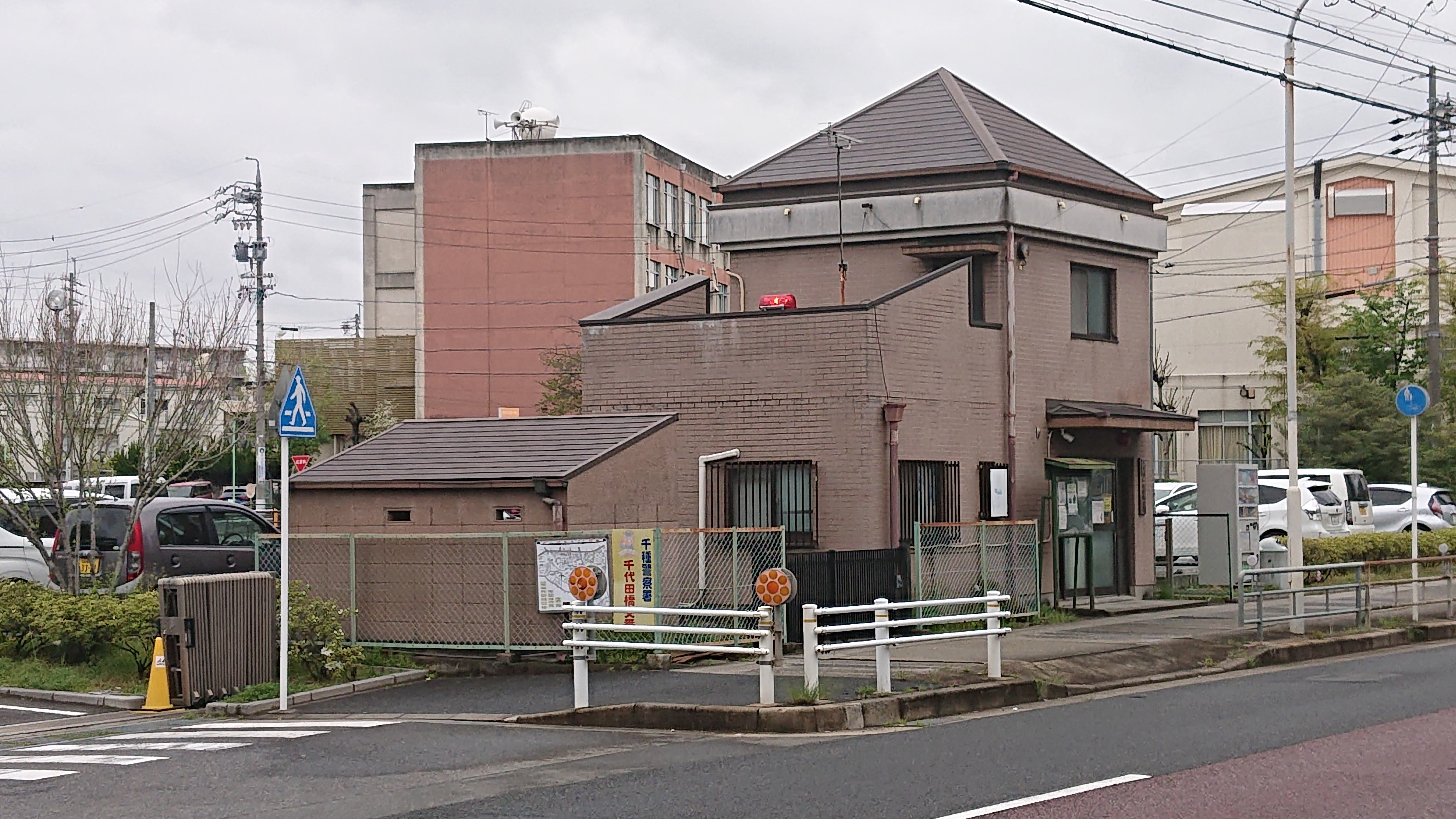
千代田橋交番
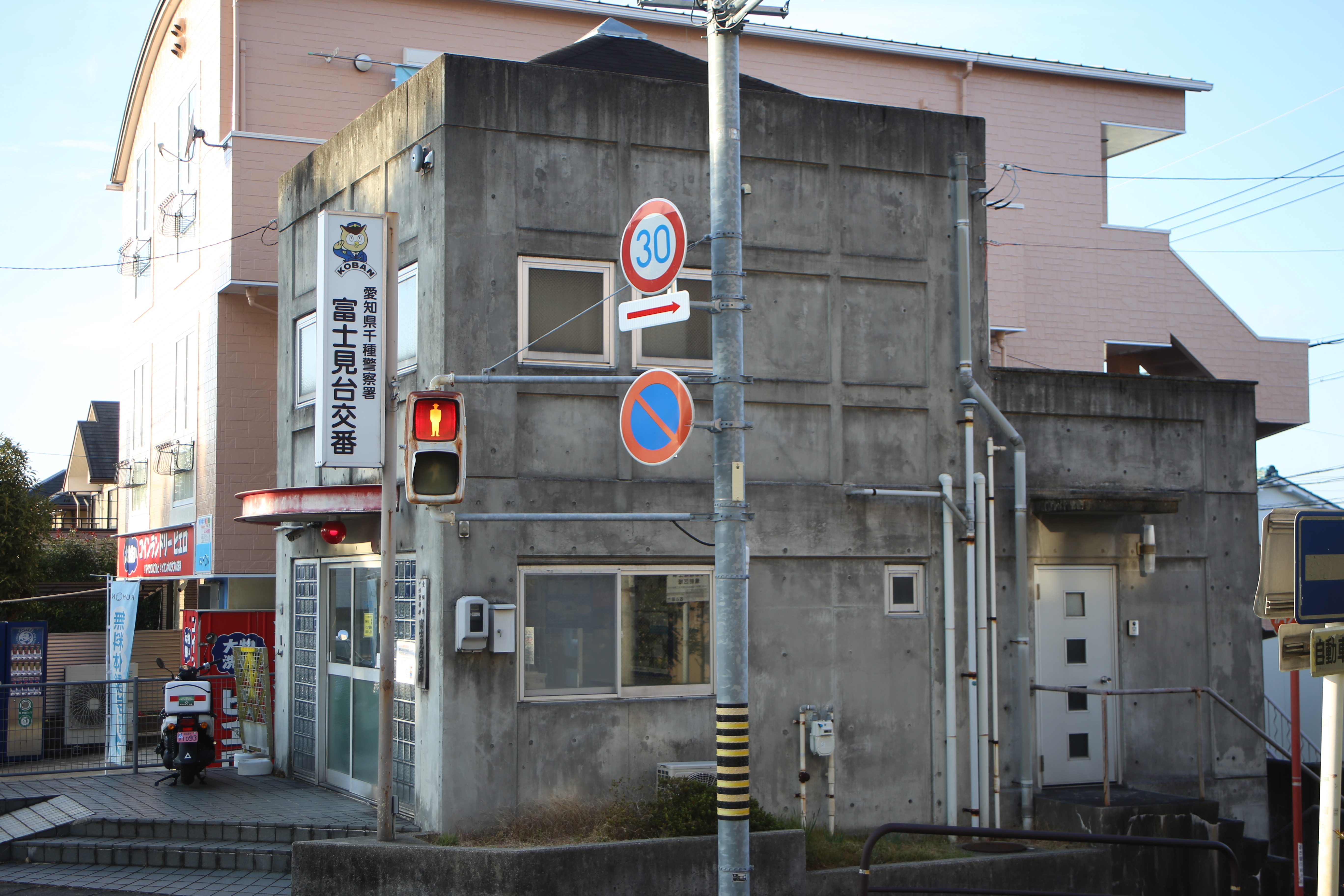
富士見台交番
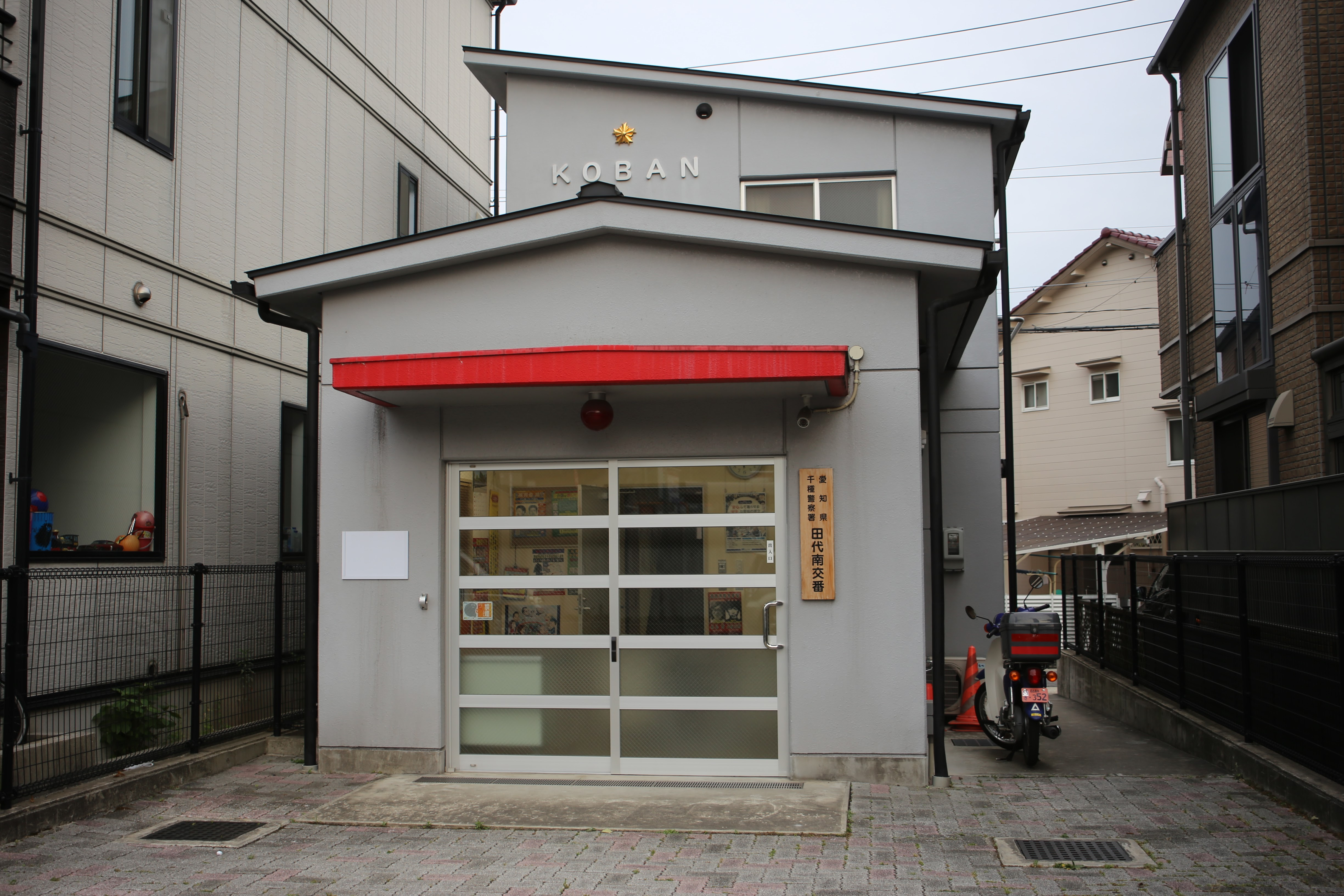
田代南交番
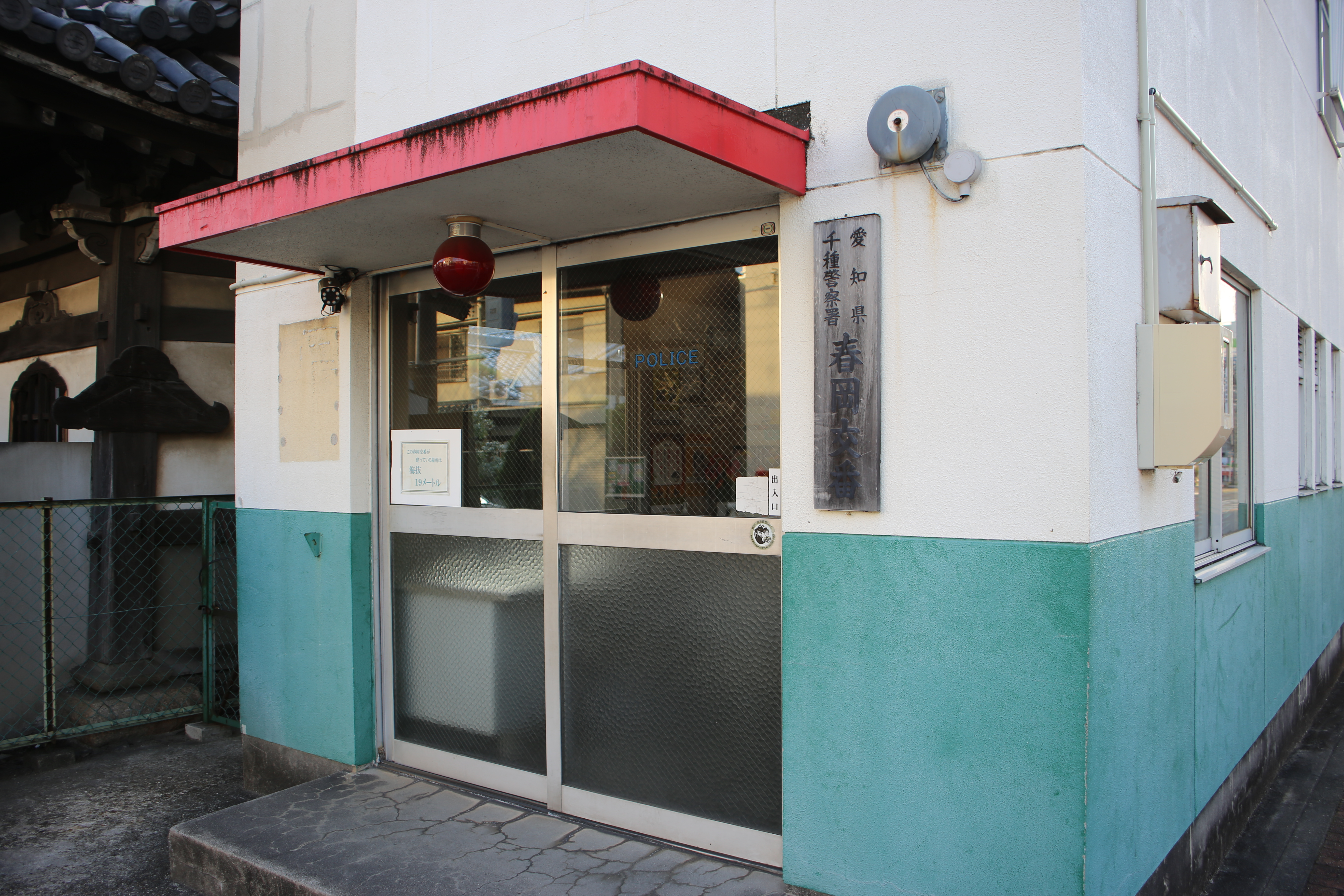
春岡交番
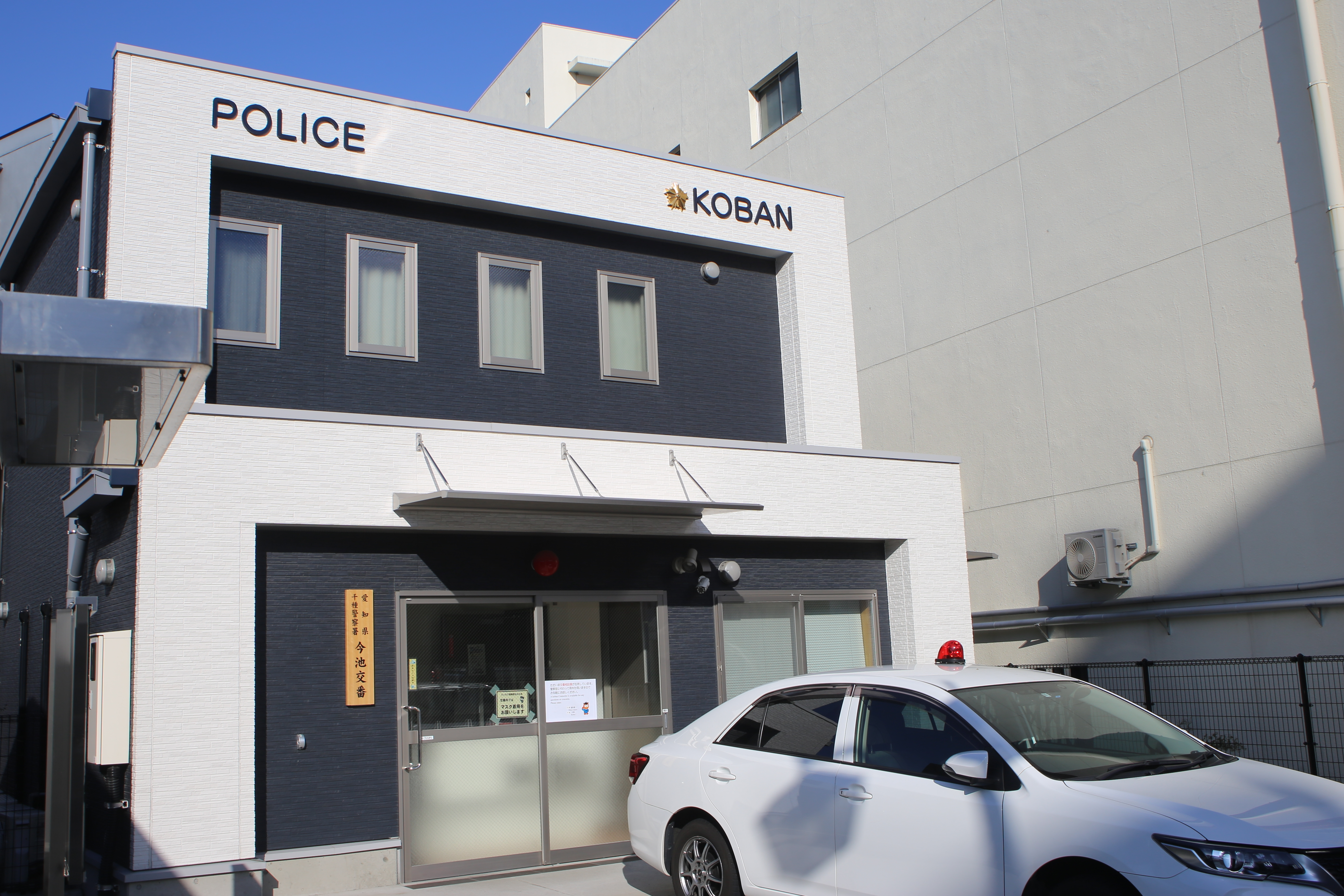
今池交番
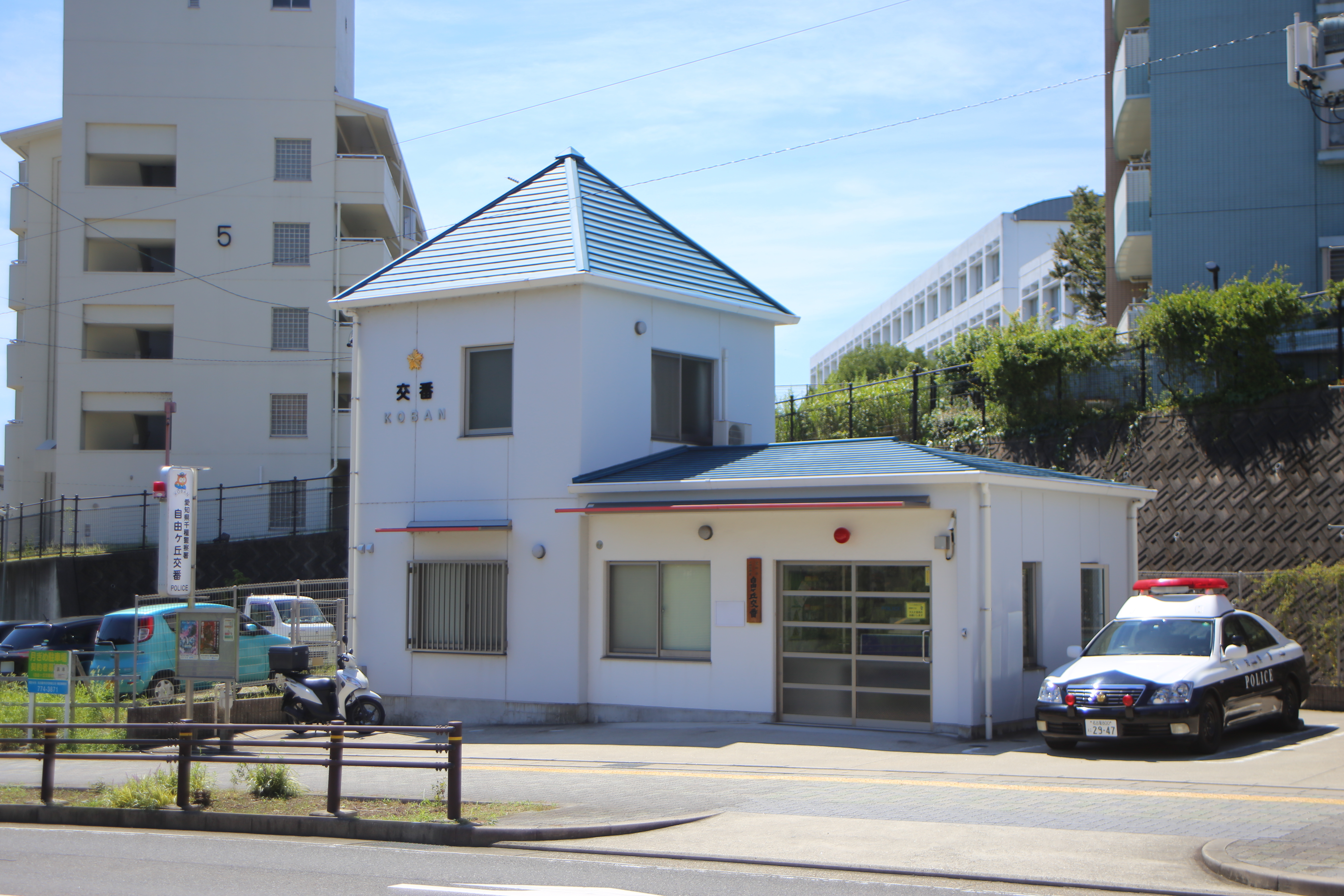
自由ヶ丘交番
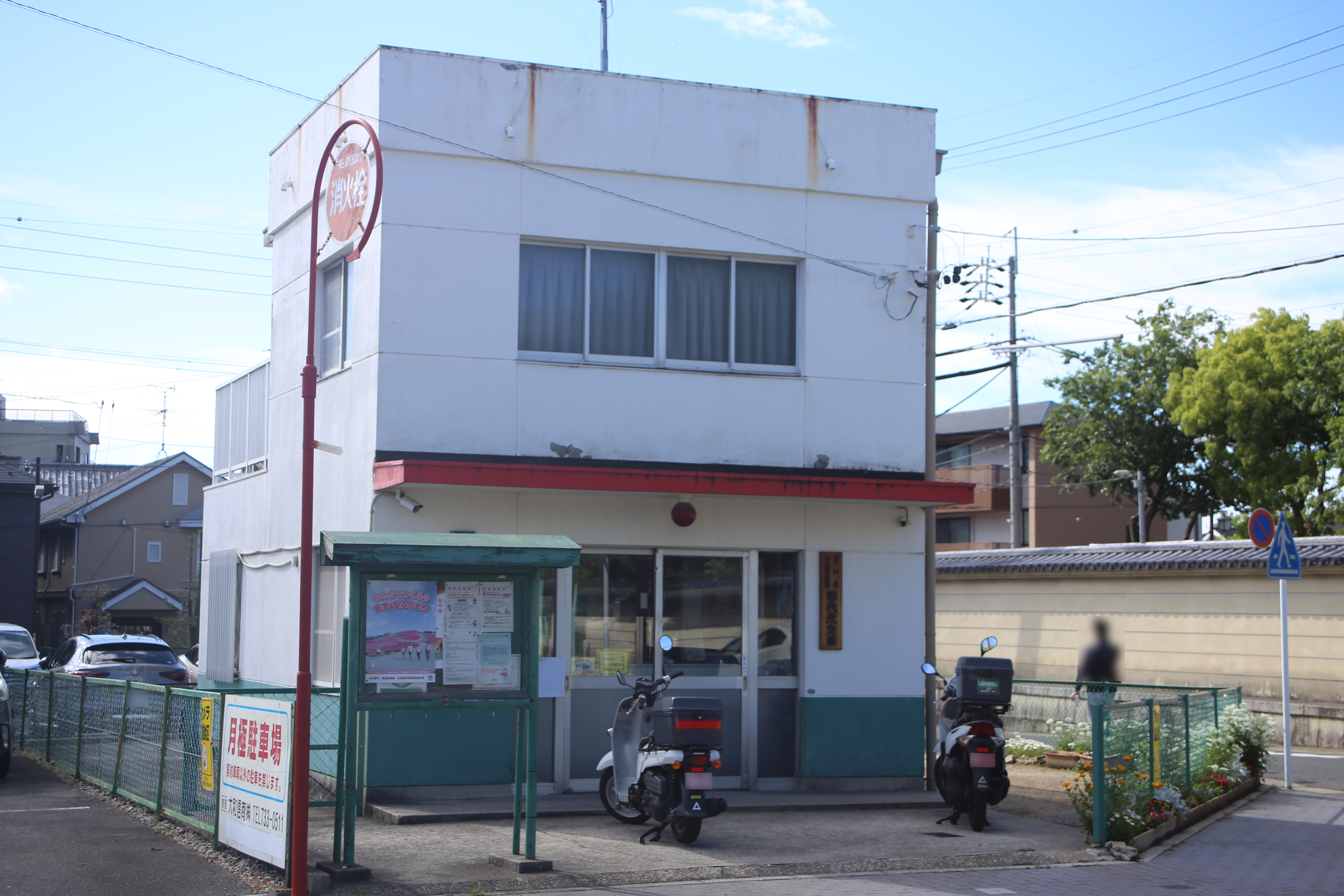
田代北交番

## 主な事件
- 警察庁広域重要指定113号事件 - 1982年（昭和57年）10月27日に発生。法王町1丁目1番地（覚王山日泰寺東側第六番札所前）の路上で、田代北派出所（当時）に配属されていた巡査が襲われ、拳銃を奪われた[3]。加害者の勝田清孝は同事件を始めとした「113号事件」（ - 1983年1月）と、それ以前に起こした7件の連続強盗殺人事件（1972年 - 1980年）の両方で死刑判決を宣告され[4]、1994年（平成6年）に死刑が確定[5]。2000年（平成12年）に死刑を執行された[6]。
- ドラム缶女性焼殺事件 - 2000年（平成12年）4月4日に振甫町2丁目の路上で発生[7]。加害者6人のうち、主犯格2人の死刑が確定[8]（2009年に死刑執行）[9]。共犯4人は2人が無期懲役、2人が懲役12年を言い渡され[10]、いずれも確定[9]。
- 闇サイト殺人事件 - 2007年（平成19年）8月24日に春里町2丁目の路上で発生[11]。加害者3人[11]の中には、後に碧南市パチンコ店長夫婦殺害事件（1998年に碧南警察署管内で発生 / 2012年に事件解決）[12]で死刑が確定した堀慶末（同事件では2012年に無期懲役が確定）もいた[13]。残る2人のうち、1人は死刑（2015年に執行）が、もう1人は無期懲役が確定[14]。
- 名古屋大学女子学生殺人事件 - 2015年（平成27年）1月26日に発覚。被害者は春里町2丁目在住の女性（当時77歳）だった[15]。加害者の少女（事件当時19歳）は2019年に無期懲役が確定している[16]。